# Томмі Фленаган (актор)
Томмі Фленаган (англ. Tommy Flanagan; 3 липня 1965; Глазго, Шотландія) — актор театру і кіно шотландського походження. Відомий насамперед роллю Філіпа «Чібса» Телфорда в серіалі «Сини анархії», а також епізодичними ролями в касових голлівудських бойовиках.

## Біографія
Томмі Фленаган народився в Шотландії, крім нього в родині ще четверо дітей. Коли Фленагану було шість років, його батько покинув сім'ю.
В молодості Томмі працював художником, декоратором і диск-жокеєм. Саме коли він працював диск-жокеєм, Томмі отримав свої знамениті шрами на обличчі. Біля входу в паб, де він повинен був відпрацювати вечір, на нього напали грабіжники, вимагаючи віддати пальто і його музичні платівки. В результаті нападу йому спотворили обличчя, завдавши різані рани щік. Після нападу Томмі перебував у глибокій депресії і вважав, що більше ніколи не зможе жити як раніше. Приблизно в той же час його друзі Робер і Кароліна Карлайл запропонували йому спробувати свої сили в акторській майстерності. Томмі поступив на роботу в театр «Raindog», де пропрацював близько трьох років, в цей же час він став зніматися на телебаченні. У 1995 році він був запрошений у фільм Мела Гібсона «Хоробре серце» (Braveheart).

## Особисте життя
Шрами, отримані в молодості, аж ніяк не завадили Фленагану стати актором, навпаки, зробили його більш впізнаваним.
На початку 2012 року у Фленагана і його дружини Діни Лівінгстон народилася дочка.

## Фільмографія

### Фільми
| Рік  |    | Українська назва            | Оригінальна назва                         | Роль                      |
| ---- | -- | --------------------------- | ----------------------------------------- | ------------------------- |
| 1993 | тф |                             | Tis' the Season to be Jolly               | ув'язнений                |
| 1995 | тф |                             | Jolly: A Life                             | людина в гроті            |
| 1995 | ф  | Хоробре серце               | Braveheart                                | Моррісон                  |
| 1997 | ф  | Святий                      | The Saint                                 | людина зі шрамом          |
| 1997 | ф  | Без обличчя                 | Face/Off                                  | Лео                       |
| 1997 | ф  | Гра                         | The Game                                  | водій таксі               |
| 1999 | ф  | Планкет та Маклейн          | Plunkett & Macleane                       | Едді                      |
| 1999 | ф  |                             | Ratcatcher                                | Да                        |
| 2000 | ф  | Гладіатор                   | Gladiator                                 | Цицерон                   |
| 2000 | ф  |                             | Sunset Strip                              | Дункан                    |
| 2000 | кф |                             | Hidden                                    | МакКрекен                 |
| 2001 | ф  |                             | Strictly Sinatra                          | Мікеланжело               |
| 2001 | ф  |                             | Dead Dogs Lie                             | Майкл                     |
| 2002 | ф  | Все про Бенджамінів         | All About the Benjamins                   | Вільямсон                 |
| 2003 | ф  | Янголи Чарлі: Повний вперед | Charlie's Angels: Full Throttle           | Ірландський Бандит        |
| 2004 | ф  | Травма                      | Trauma                                    | Томмі                     |
| 2004 | ф  | Чужий проти хижака          | Alien vs. Predator                        | Марк Верхейден            |
| 2005 | ф  | Місто гріхів                | Sin City                                  | Браян                     |
| 2006 | ф  | Остання висадка             | The Last Drop                             | Денніс Бейкер             |
| 2006 | ф  | Коли дзвонить незнайомець   | When a Stranger Calls                     | Незнайомець               |
| 2006 | ф  | Козирні тузи                | Smokin' Aces                              | Лазло Сут                 |
| 2008 | ф  | Розшукується герой          | Hero Wanted                               | Дерек                     |
| 2010 | ф  |                             | Luster                                    | Лес                       |
| 2010 | кф |                             | Swifty & Veg                              | Свіфті                    |
| 2010 | ф  | Козирні тузи 2              | Smokin' Aces 2: Assassins' Ball           | Лазло Сут                 |
| 2013 | ф  |                             | Officer Down                              | Батько Редді              |
| 2016 | ф  | Зима                        | Winter                                    | Вудс Вестон               |
| 2016 | ф  | Піщаний замок               | Sand Castle                               | Старший сержант МакГрегор |
| 2017 | ф  | Вартові галактики 2         | Guardians of the Galaxy Vol. 2            | Тулк Уль-Зин              |
| 2017 | ф  | Метелик                     | Papillon                                  | Бретон                    |
| 2019 | ф  | Захар Беркут                | The Rising Hawk                           | Тугар Вовк                |
| 2019 | ф  | Клуб анонімних кілерів      | Killers Anonymous                         | Маркус                    |
| 2019 | ф  | Повний нокдаун              | American Fighter                          | МаКклелен                 |
| 2019 | ф  |                             | The Wave                                  | Еол                       |
| 2020 | ф  |                             | The Intergalactic Adventures of Max Cloud | Брок Доннеллі             |
| 2021 | ф  |                             | Montford: The Chickasaw Rancher           | Холден                    |
| 2022 | ф  |                             | Code Name Banshee                         | Ентоні Грін               |
| 2024 | ф  | Сплячі собаки               | Sleeping Dogs                             | Джиммі Реміс              |

### Серіали
| Рік       |   | Українська назва                      | Оригінальна назва                 | Роль                                                             |
| --------- | - | ------------------------------------- | --------------------------------- | ---------------------------------------------------------------- |
| 1993      | с | Таггерт                               | Taggart                           | Том МакЛауд (Епізод: "Instrument of Justice")                    |
| 1996      | с |                                       | Rab C. Nesbitt                    | Шон (Епізод: "Lottery")                                          |
| 1996      | с | Погані хлопці                         | Bad Boys                          | Гаррі (Епізод: "The Bonny Bonny Banks")                          |
| 2000      | с |                                       | Rebus                             | Томас Телфорд (Епізод: "The Hanging Garden")                     |
| 2001      | с | Аттіла-завойовник                     | Attila                            | Бледа (2 серії)                                                  |
| 2008—2014 | с | Сини анархії                          | Sons of Anarchy                   | Філіп «Чібс» Телфорд (92 серії)                                  |
| 2009      | с | 24                                    | 24                                | Габріель Шектор (Епізод: "Day 7: 8:00 a.m.-9:00 a.m.")           |
| 2010      | с | Теорія Брехні                         | Lie to Me                         | Рон Маршал (Епізод: "Headlock")                                  |
| 2011      | с | Детройт 1-8-7                         | Detroit 1-8-7                     | Альберт Стрем (2 серії)                                          |
| 2012      | с | Закон і порядок: Спеціальний корпус   | Law & Order: Special Victims Unit | Мерфі (Епізод: "Home Invasions")                                 |
| 2013      | с | Гострі картузи                        | Peaky Blinders                    | Артур Шелбі старший (Епізод: "№5")                               |
| 2014      | с | Помста                                | Revenge                           | Малкольм Блек (3 серії)                                          |
| 2015      | с | Ґотем                                 | Gotham                            | викрадач Том (Епізод: "Rise of the Villains: The Son of Gotham") |
| 2016      | с |                                       | Motive                            | Алек Маккалоу (7 серій)                                          |
| 2019      | с |                                       | Wu Assassins                      | Джек Стокер (4 серії)                                            |
| 2019      | с | Маянці                                | Mayans M.C.                       | Філіп «Чібс» Телфорд (Епізод: "Kukulkan")                        |
| 2020      | с | Край «Дикий Захід»                    | Westworld                         | Мартін Конеллс / Долорес Абернаті (3 серії)                      |
| 2022—2023 | с | Влада в нічному місті. Книга IV: Сила | Power Book IV: Force              | Волтер Флінн (20 серій)                                          |
| 2024      | с | Чудова пара                           | The Perfect Couple                | Бродерік Грем (4 серії)                                          |